# Magyar Siemens-Schuckert Művek

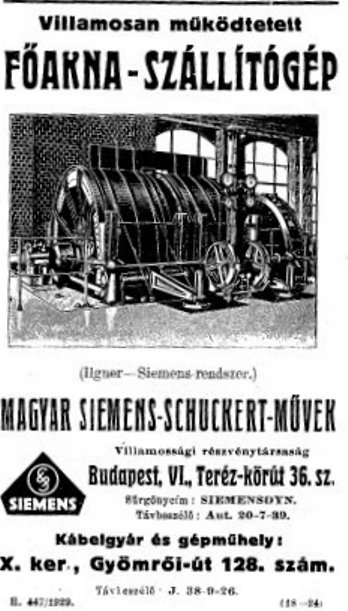
A Magyar Siemens-Schuckert Művek hirdetése

Az 1881-ben megjelent iparfejlesztési törvény nemcsak a hazai, hanem a külföldi tőkének is kedvező lehetőségeket biztosított.
A Siemens§Halske cég már 1892-től képviseltette magát Magyarországon. Az 1902-ben alakult Magyar Schuckert Művek Villamossági Rt.-vel 1904-ben egyesült Magyar Siemens-Schuckert Művek néven. A vállalkozás gyorsan fejlődött, és 1912-ben a Budapest X. kerület Gyömrői út 122-128. szám alatt új gyárat (Kábel és Gépgyár) építettek.
A Siemens-Schuckertwerke pozsonyi gyártelepe a trianoni békeszerződés utáni határmódosításokkal többé nem tartozott Magyarországhoz. Ez a gyár a második helyen állt az erősáramú gép- és készülékgyárak sorában. A fennálló vámviszonyok miatt a cég új gyártó egységet hozott létre, hogy megtarthassa piacát. A Gyömrői úti Kábelgyárban 1928-ban létesített 13 fős gépműhelyből 1936-ra önálló gépgyárat fejlesztett ki.

## Fejlődése
Kezdetben kapcsolóberendezéseket, porszívókat, főzőlapokat, forróvíztárolókat stb. gyártottak. 1936-tól már 83 fővel üzemelt. A gazdasági válságot rohamos fejlődés követte. 1942-ben már 452 főt foglalkoztatott. 1931-ben a rádiózás elterjedésével az erősáramú profil mellett gyengeáramú telepet is létesített a Nagymező utca 4. szám alatt. Kezdetben Telefunken készítményeket forgalmazott. 1937-ben a gyártás szintén a Gyömrői útra került. 1943-ban új ötszintes épületet kapott. Ekkor a létszám már 695 fő.

## A gyengeáramú profil

### Méréstechnikai részleg
A saját, és piaci igényekre egyaránt termelt. A villamos fogyasztásmérők forgalmazása elsősorban az anyavállalat importjából történt, de jelentettek be szabadalmakat is. A cég szállította 1924-ben a német anyavállalattól az ország első teljes áramszámláló-hitelesítőberendezését a Miskolci Villamossági Rt.-nek. Az Elektromos Művek részére feszültség-, áramerősség-, fázisszögbeállítókat, precíziós wattmérőket, áramváltókat készítettek. Gyártottak szigetelésvizsgálókat, laboratóriumi-, üzemi mérő-, regisztráló-, és hitelesítő műszereket. Készültek műszerek hatásos-, meddő teljesítmény mérésére, teljesítménytényező, induktív-, kapacitív-, látszólagos ellenállások stb. mérésére. A kelenföldi áramfejlesztő telepen szerelték fel az első világítósémás kapcsolóberendezést. A budaörsi repülőtér villamos berendezéseinek felszerelését 1937–1938-ban szintén a vállalat szállította a Szabó-Mátéffy céggel közösen.

### Hőtechnikai részleg
Az első darabokat a Kelenföldi Hőerőmű részére gyártották. Ezek a műszerek a gőzkazánok, turbinák, egyéb hőtechnikai gépek üzemeltetéséhez kerültek beépítésre.

### Elektronikus elven működő műszerek részleg
Villamos, akusztikai és egyéb tulajdonságokat mértek a távbeszélés, rádiózás, erősítő technika területén előforduló készülékeknél, kábeleknél.

## A konkurencia
A gyár, amely 1942-ben a Magyar Siemens Művek nevet vette fel nem rendelkezett önálló gyártmányfejlesztéssel. A gyár a német anyavállalat, és annak osztrák fiókcégének dokumentációját használta a műszerek kivételével, melyek saját konstrukcióban készültek. A gyár forgalmának 50%-át az anyavállalat termékei tették ki, önálló exportjoggal sem rendelkezett.
Már 1930-as évek elejétől termelt hadi célokra műszereket. A hazai konkurencia azonban nagyon jelentős volt.
A számláló eladások terén 1930-ig jelentős megrendeléseket kapott. A háromfázisú Ganz-számláló megjelenésével azonban a rendelések megszűntek. Rendelést kizárólag egyenáramú számlálókra kapott az Elektromos Művektől, melyek gyártását nem vállalta, és átengedte az EKA cégnek. 1936-1937 között megkísérelt megegyezni a Ganzzal és a Brown-Boweri művekkel, sikertelenül. A hazai cégek a szerződések megkötésénél előnyt élveztek, és áraik 30%-kal alacsonyabbak voltak. (A Hajós- és Szántó cég pl. 10-15%-kal adta olcsóbban a műszereket, melyeket a Hartmann und Braun cégtől importált.)
A Fehér gyár termékeit szintén figyelemmel kísérték. Főként a termékek finommechanikai megoldásait dicsérték, valamint a termékek minőségét.

## A háború után
Az államosítást ez a cég sem kerülhette el. Egyes részei 1953-ban beolvadtak a Elektromos Készülékek és Mérőműszerek Gyára cégbe.
A Gyömrői úti telephelyen tovább működő Villamosgép és Kábelgyár 1963-ban beolvadt az akkor alakuló EVIG (Egyesült Villamossággyár) nevű állami vállalatba. A rendszerváltás után a gyártelep Sibrik Miklós út felőli részén lévő üzemépületeket lebontották, ott jelenleg a Bosch fejlesztő részlegének épületei állnak.
A Magyar Siemens-Schuckert Művektől került az EKM vezetői közé Kolos Richárd, aki egyik első szorgalmazója volt a műszeripar koncentrációjának.